# Aksu (Yüksekova)
Aksu (türkisch für weisses Wasser), (kurd. Gagewran) ist ein Dorf im Landkreis Yüksekova in der türkischen Provinz Hakkâri. Aksu liegt im äußersten Südosten der Türkei auf einer Höhe von 1855 m über dem Meeresspiegel, ca. 7 km südwestlich von Yüksekova.
Im Jahre 2009 lebten in Aksu 502 Menschen in 70 Haushalten.  Das Dorf verfügt über eine Moschee und eine Grundschule. In der Nähe des Dorfes wird seit Juli 2010 der Flughafen Yüksekova gebaut.
Im Umland von Aksu kommt es zu Gefechten zwischen Kämpfern der PKK und türkischen Sicherheitskräften. 